# 马里查河
马里查河，土耳其称之为梅里奇河（土耳其語：Meriç），希臘称之为埃夫罗斯河（希臘語：Ἕβρος），是巴尔干半島東部的一條河流。源出保加利亞西南部的里拉山脈，曲折東流，轉南流經土耳其、希臘邊境，注入愛琴海，河口形成沼泽化三角洲。
全長480公里。下游构成希腊和土耳其的国界。流域面积5.3万平方公里，其中保加利亚占66.2%，土耳其占27.5%，希腊占6.3%。多石滩，富水力资源。埃迪尔内以下可以通航。